# Syców
Syców ['sɨʦuf], tyska: Groß Wartenberg, tidigare även Polnisch Wartenberg, är en stad i sydvästra Polen, belägen i distriktet Powiat oleśnicki i Nedre Schlesiens vojvodskap, 47 kilometer nordost om Wrocław. Tätorten hade 10 378 invånare i juni 2014 och utgör centralort i en stads- och landskommun med sammanlagt 16 570 invånare samma år.

## Geografi
Syców ligger i Trzebnickiebergen (Katzengebirge), och floden Młyńska Woda, en biflod till Barycz, rinner genom staden. Kommunen ligger i nordöstra utkanten av Nedre Schlesiens vojvodskap och gränsar i öster direkt till Storpolens vojvodskap.  Den gränsar i norr till staden Międzybórz, i väster till staden Twardogóra, i söder till Dziadowa Kłodas landskommun och i öster till Perzóws landskommun.

## Sevärdheter
- Stadens församlingskyrka, S:t Petrus och Paulus, uppfördes i gotisk stil under 1400-talet.
- S:t Johannes och Petrus-kyrkan, stadens protestantiska församlingskyrka, fungerade tidigare som slottskyrka och uppfördes i klassicistisk stil 1785–1789 efter ritningar av Carl Gotthard Langhans.
- Gotiskt porttorn i stadsmuren från 1400-talet.
- Stadsparken anlades 1813 och var ursprungligen slottsparken till slottet som förstördes 1945. Skulpturerna i parken härstammar delvis från slottet.
- Postkontoret, uppfört 1887

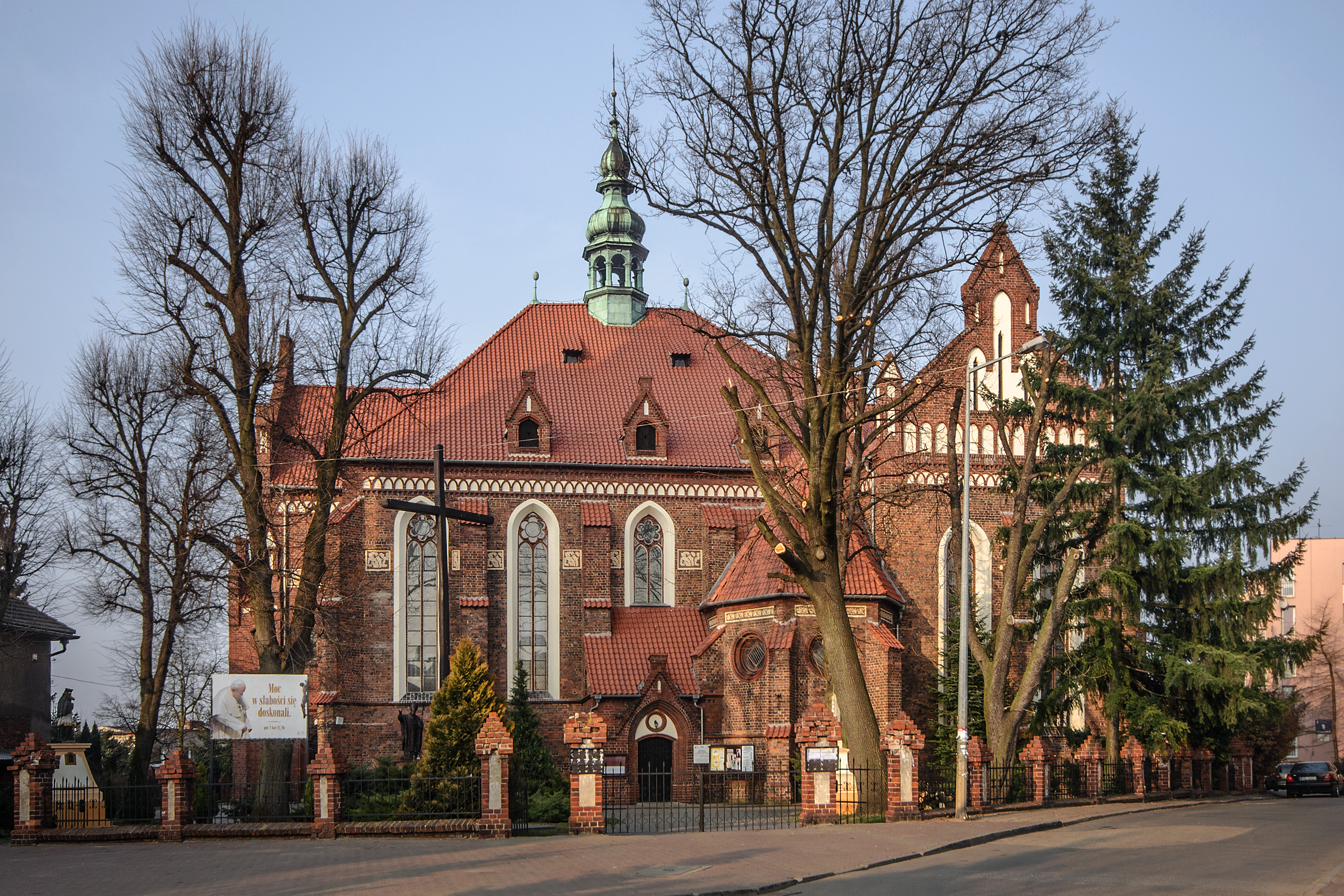
S:t Petrus och Paulus-kyrkan
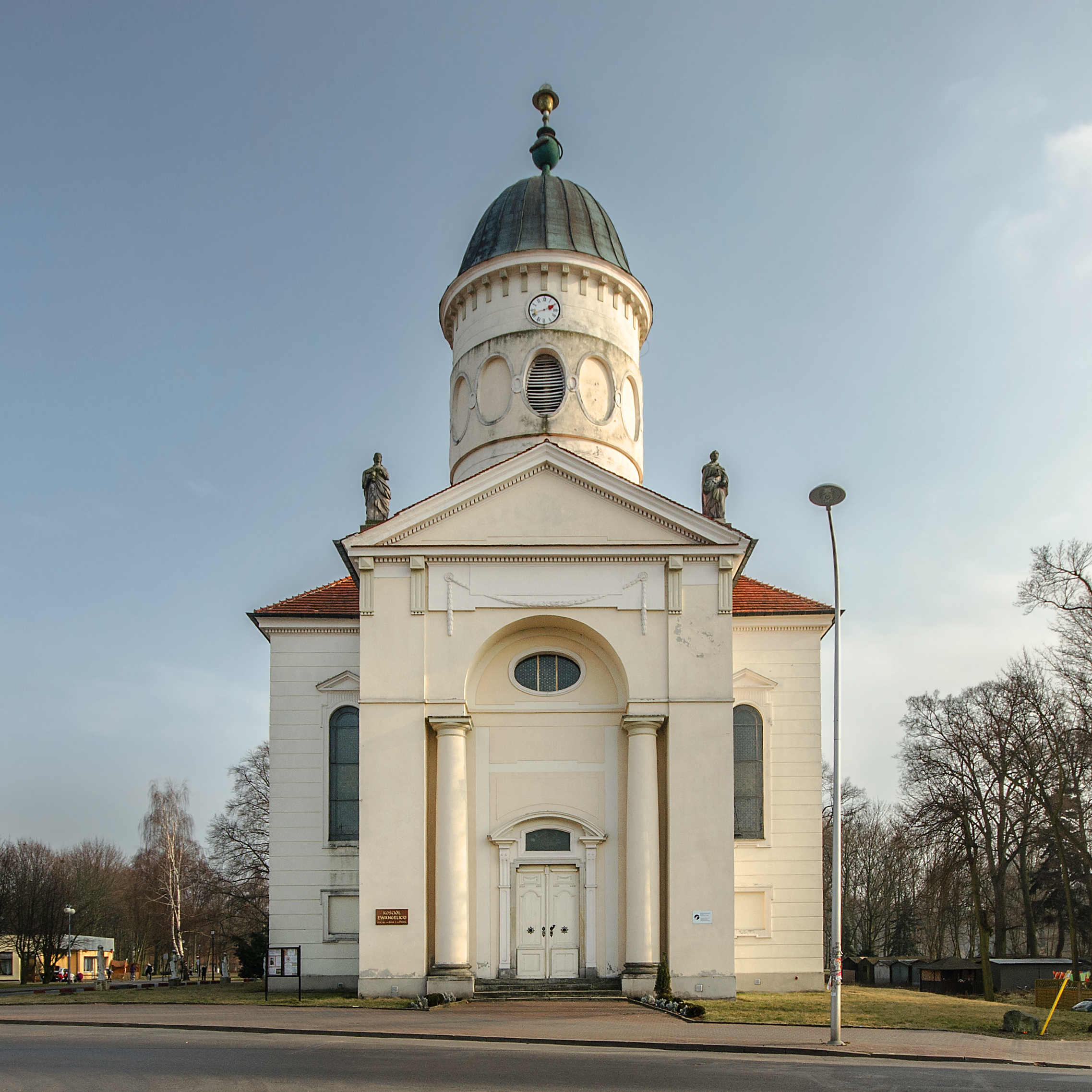
S:t Johannes och Petrus-kyrkan
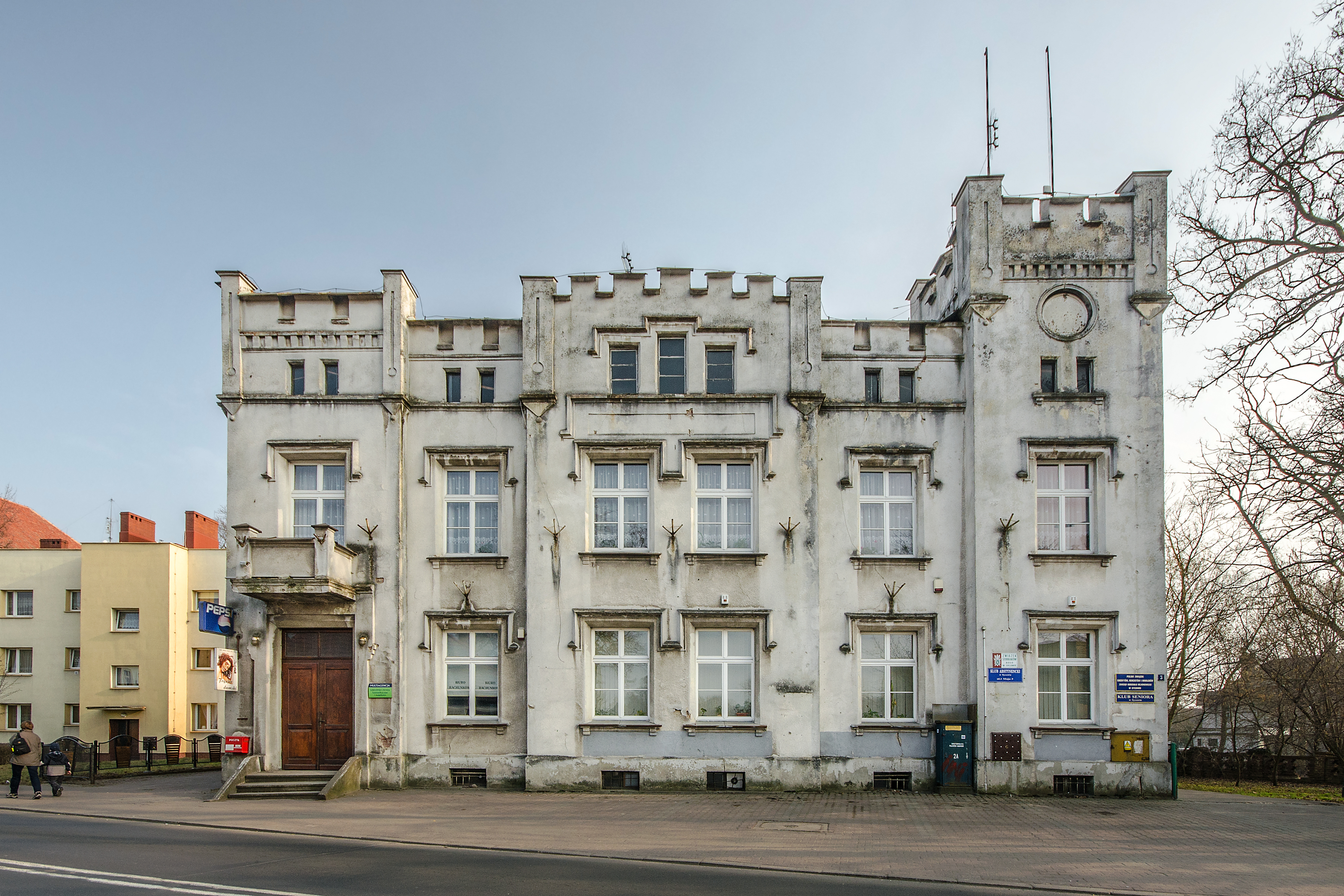
Postkontoret
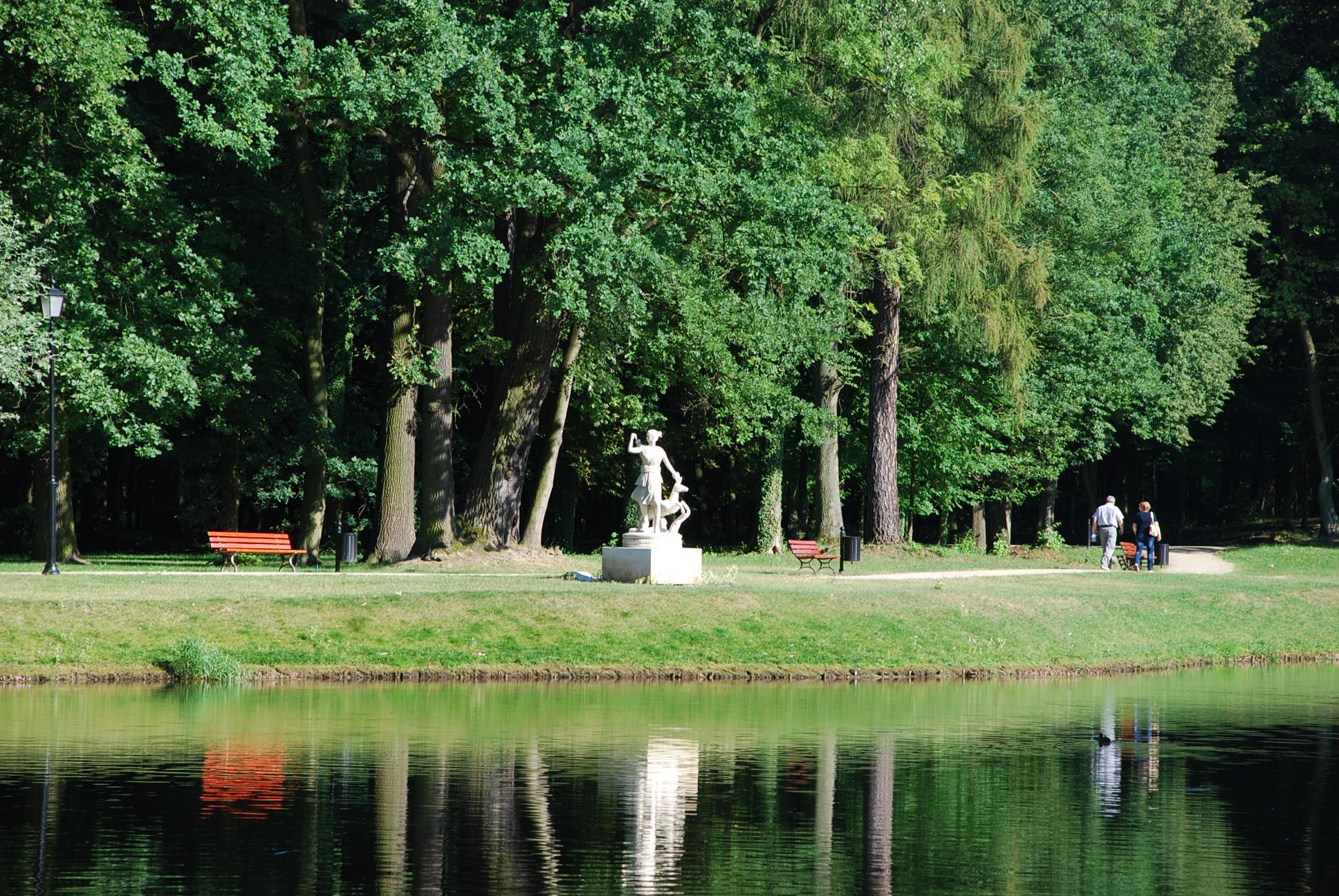
Stadsparken

## Kommunikationer
Järnvägen genom staden är idag nedlagd. Söder om staden passerar motortrafikleden S8, även skyltad som E67, som sammanbinder staden med storstäderna Wrocław och Łódź.

## Kända invånare
- Carl Friedrich Lessing (1808–1880), konstnär, uppväxt i staden.
- Christian Friedrich Lessing (1809–1862), botaniker.
- Henning von Tresckow (1901–1944), arméofficer i Wehrmacht, generalmajor, en av de mest aktiva i motståndet mot Hitler, uppväxt på godset Wartenberg.
- Janina Urszula Korowicka (* 1954), skridskoåkare.